# Зольський район
Зольський район (рос. Зольский район) — муніципальне утворення у Кабардино-Балкарії.

## Адміністративний устрій
Складається із 16 сільських і 1 міських поселень.